# Лапко Віра Валеріївна
Ві́ра Лапко́  (біл. Вера Валер'еўна Лапко; нар. 29 вересня 1998, Мінськ) — білоруська тенісистка.

## Фінали турнірів WTA

### Парний розряд: 2 (2 поразки)
| Легенда                             |
| ----------------------------------- |
| Турніри Великого шолома (0–0)       |
| Турніри WTA Tour (0–0)              |
| Premier Mandatory & Premier 5 (0–0) |
| Premier (0–0)                       |
| International (0–2)                 |
| 125K series (0–0)                   |

| Фінали за покриттям |
| ------------------- |
| Тверде (0–1)        |
| Ґрунт (0–1)         |
| Трава (0–0)         |
| Килим (0–0)         |

| Результат | Ранг | Дата            | Категорія     | Турнір                                               | Покриття | Партнер                   | Опоненти                       | Рахунок       |
| --------- | ---- | --------------- | ------------- | ---------------------------------------------------- | -------- | ------------------------- | ------------------------------ | ------------- |
| Поразка   | 1.   | 19 вересня 2016 | International | Guangzhou International Women's Open, Guangzhou, КНР | Тверде   | Ольга Говорцова           | Ейжа Мугаммад Пен Шуай         | 2–6, 6–7(3–7) |
| Поразка   | 2.   | 15 квітня 2018  | International | Ladies Open Lugano, Lugano, Швейцарія                | Ґрунт    | Соболенко Арина Сергіївна | Кірстен Фліпкенс Елісе Мертенс | 1-6, 3-6      |

## Фінали ITF (7–7)

### Одиночний розряд: 7 (5–2)
| Легенда          |
| ---------------- |
| Турніри $100,000 |
| Турніри $75,000  |
| Турніри $50,000  |
| Турніри $25,000  |
| Турніри $15,000  |
| Турніри $10,000  |

| Фінали за покриттям |
| ------------------- |
| Тверде (4–0)        |
| Ґрунт (0–2)         |
| Трава (0–0)         |
| Килим (0–0)         |

| Результат | Ранг | Дата           | Категорія | Турнір                  | Покриття   | Опонент                | Рахунок            |
| --------- | ---- | -------------- | --------- | ----------------------- | ---------- | ---------------------- | ------------------ |
| Перемога  | 1.   | 2 березня 2015 | $10,000   | Шарм-еш-Шейх, Єгипет    | Тверде     | Маркета Вондроушова    | 7–5, 6–3           |
| Поразка   | 1.   | 6 червня 2016  | $25,000   | Мінськ, Білорусь        | Ґрунт      | Анна Калинська         | 4–6, 3–6           |
| Перемога  | 2.   | 18 липня 2016  | $10,000   | Астана, Казахстан       | Тверде     | Valeria Savinykh       | 7–6(7–3), 3–6, 6–4 |
| Поразка   | 2.   | 11 червня 2017 | $25,000   | Staré Splavy, Чехія     | Ґрунт      | Анна Кароліна Шмідлова | 4–6, 5–7           |
| Перемога  | 3.   | 13 серпня 2017 | $25,000   | Landisville, США        | Тверде     | Анна Кароліна Шмідлова | 4–6, 6–4, 7–6(7–4) |
| Перемога  | 4.   | 1 жовтня 2017  | $25,000   | Клермон-Ферран, Франція | Тверде (i) | Бібіан Схофс           | 6–4, 6–4           |
| Перемога  | 5.   | 5 травня 2018  | $100,000  | Khimki, Росія           | Тверде (i) | Анастасія Потапова     | 6–1, 6–3           |

### Парний розряд: 13 (7–6)
| Легенда          |
| ---------------- |
| Турніри $100,000 |
| Турніри $75,000  |
| Турніри $50,000  |
| Турніри $25,000  |
| Турніри $15,000  |
| Турніри $10,000  |

| Фінали за покриттям |
| ------------------- |
| Тверде (5–4)        |
| Ґрунт (2–1)         |
| Трава (0–0)         |
| Килим (0–1)         |

| Результат | Ранг | Дата              | Категорія | Турнір                  | Покриття   | Партнер                        | Опоненти                            | Рахунок          |
| --------- | ---- | ----------------- | --------- | ----------------------- | ---------- | ------------------------------ | ----------------------------------- | ---------------- |
| Перемога  | 1.   | 2 березня 2015    | $10,000   | Шарм-еш-Шейх, Єгипет    | Тверде     | Маркета Вондроушова            | Анна Моргіна Caroline Rohde-Moe     | 6–2, 6–4         |
| Поразка   | 1.   | 9 березня 2015    | $10,000   | Шарм-еш-Шейх, Єгипет    | Тверде     | Anhelina Kalita                | Прартхана Томбаре Катерина Яшина    | 4–6, 7–5, [6–10] |
| Поразка   | 2.   | 29 лютого 2016    | $10,000   | Макон, Франція          | Тверде (i) | Emilie Francati                | Manon Arcangioli Silvia Njirić      | 5–7, 6–7(5–7)    |
| Поразка   | 3.   | 7 листопада 2016  | $25,000   | Мінськ, Білорусь        | Тверде (i) | Ілона Кремінь                  | Анна Калинська Nika Shytkouskaya    | 2–6, 3–6         |
| Поразка   | 4.   | 14 листопада 2016 | $25,000   | Zawada, Польща          | Килим (i)  | Ілона Кремінь                  | Юстина Єгйолка Діана Марцинкевич    | 4–6, 5–7         |
| Перемога  | 2.   | 25 лютого 2017    | $25,000   | Москва, Росія           | Тверде (i) | Ястремська Даяна Олександрівна | Бібіан Схофс Катерина Яшина         | 7–5, 6–3         |
| Перемога  | 3.   | 27 березня 2017   | $60,000   | Круассі-Бобур, Франція  | Тверде (i) | Polina Monova                  | Manon Arcangioli Magdalena Fręch    | 6–3, 6–4         |
| Поразка   | 5.   | 6 травня 2017     | $25,000   | Льєйда, Іспанія         | Ґрунт      | Александріна Найденова         | Андреа Гаміс Георгіна Гарсія Перес  | 1–6, 6–4, [8–10] |
| Перемога  | 4.   | 25 червня 2017    | $25,000+H | Варшава, Польща         | Ґрунт      | Priscilla Hon                  | Katarzyna Kawa Катажина Пітер       | 7–6(7–3), 6–4    |
| Перемога  | 5.   | 1 липня 2017      | $25,000+H | Торунь, Польща          | Ґрунт      | Анна Моргіна                   | Міріам Колодзєйова Jesika Malečková | 6–2, 6–3         |
| Поразка   | 6.   | 30 липня 2017     | $60,000   | Sacramento, США         | Тверде     | Йована Якшич                   | Дезіре Кравчик Джуліана Олмос       | 1–6, 2–6         |
| Перемога  | 6.   | 6 серпня 2017     | $60,000   | Lexington, США          | Тверде     | Priscilla Hon                  | Hiroko Kuwata Valeria Savinykh      | 6–3, 6–4         |
| Перемога  | 7.   | 29 вересня 2017   | $25,000   | Клермон-Ферран, Франція | Тверде (i) | Корнелія Лістер                | Sarah Beth Grey Olivia Nicholls     | 6–4, 6–3         |

## Юніорські фінали турнірів Великого шолома

### Одиночний розряд
| Результат | Рік  | Турнір                                 | Покриття | Опонент           | Рахунок  |
| --------- | ---- | -------------------------------------- | -------- | ----------------- | -------- |
| Перемога  | 2016 | Відкритий чемпіонат Австралії з тенісу | Тверде   | Tereza Mihalíková | 6–3, 6–4 |

### Парний розряд
| Результат | Рік  | Турнір                           | Покриття | Партнер           | Опоненти                  | Рахунок          |
| --------- | ---- | -------------------------------- | -------- | ----------------- | ------------------------- | ---------------- |
| Поразка   | 2014 | Відкритий чемпіонат США з тенісу | Тверде   | Tereza Mihalíková | Іпек Сойлу Jil Teichmann  | 7–5, 2–6, [7–10] |
| Поразка   | 2015 | Вімблдонський турнір             | Трава    | Tereza Mihalíková | Dalma Gálfi Фанні Штоллар | 3–6, 2–6         |